# Banque d'Hochelaga
La Banque d'Hochelaga était une banque canadienne basée à Montréal (Québec).
En 1874, plusieurs hommes d'affaires montréalais fondent la Banque d'Hochelaga dont François-Xavier Saint-Charles, Louis-Amable Jetté, Frédéric-Liguori Béique et Louis Tourville,.

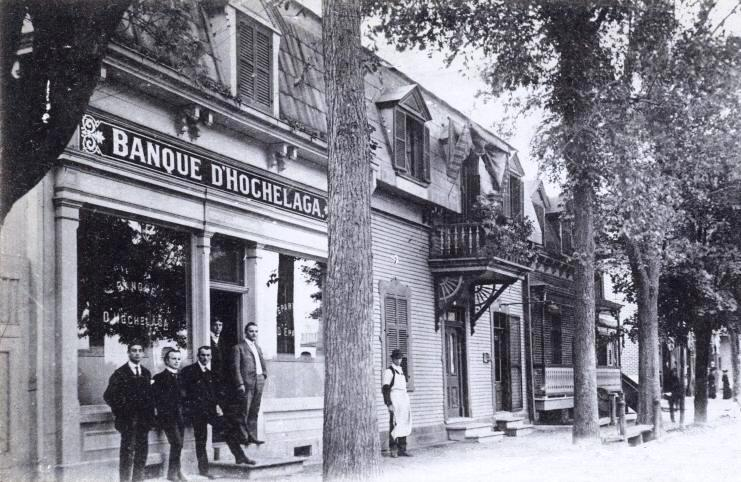
Banque d'Hochelaga, Saint-Jérôme, QC, vers 1910

Après des débuts modestes, elle connaîtra une grande expansion au tournant du siècle. Au sortir de la Première Guerre mondiale, la Banque Nationale (de Québec), la Banque Provinciale du Canada et la Banque d'Hochelaga rivalisent vigoureusement, à peu près à égalité, pour servir le même marché québécois. 
La suggestion est parfois formulée publiquement qu'il serait avantageux de les fusionner pour accroître leurs moyens d'action dans le développement économique du Québec.
Une sérieuse récession ébranle la Banque Nationale (de Québec) au début des années 1920. Des pourparlers pour la fusionner avec la Banque d'Hochelaga aboutissent à un accord de fusion par lequel est créée la Banque Canadienne Nationale, grâce entre autres à l'assistance accordée à la nouvelle banque par la province de Québec selon une loi de son assemblée législative. La Banque Provinciale décline l'invitation de se joindre à ces deux banques. 
En 1924, la Banque Nationale fusionne donc avec la Banque d'Hochelaga pour devenir officiellement la Banque canadienne nationale. Le siège social de la nouvelle entité sera située à Montréal. 

## Présidents de la Banque d'Hochelaga
- 1874-1878 : Louis Tourville
- 1878-1900 : François-Xavier Saint-Charles
- 1900-1912 : Jean-Damien Rolland
- 1912-1925 : Janvier-A.Vaillancourt

## Source
1. ↑  Dictionary of Canadian Biography. Springer Science & Business Media; 1966.  (ISBN 978-0-8020-3998-9). p. 918–.
2. ↑  Montreal: The History of a North American City. MQUP; 6 April 2018.  (ISBN 978-0-7735-5269-2). p. 503–.
3. ↑  Pierre Harvey. Histoire des Hautes études commerciales de Montréal, Tome II - 1926-1970. Québec Amerique; 2002.  (ISBN 978-2-7644-1524-5). p. 99–.

- Mémoire du Québec
- Banque d'Hochelaga, image
- Banque d'Hochelaga en 1915